# MTV Unplugged (álbum de Bryan Adams)
Unplugged es un álbum acústico en vivo del cantante canadiense Bryan Adams.  El álbum fue completamente grabado el 26 de septiembre de 1997 en el Hammerstein Ballroom en Nueva York. Adams fue acompañado por el gaitero Davy Spillane y Michael Kamen quien escribió las composiciones orquestales para muchas de las canciones y llevó a los estudiantes de la Juilliard School para tocar con ellos.
El álbum incluye solo trece canciones grabadas en el concierto. Muchos más están incluidos en el DVD de MTV Unplugged y el orden de las canciones es también diferente al del CD.

## Lista de canciones del CD
| N.º | Título                                                                 | Escritor(es)           | Duración |  |
| 1.  | «Summer of '69»                                                        | Adams, Vallance        | 4:02     |  |
| 2.  | «Back to You»                                                          | Adams, Kennedy         | 4:30     |  |
| 3.  | «Cuts Like a Knife»                                                    | Adams, Vallance        | 5:04     |  |
| 4.  | «I'm Ready»                                                            | Adams, Vallance        | 4:29     |  |
| 5.  | «Fits Ya Good»                                                         | Adams, Vallance        | 3:02     |  |
| 6.  | «When You Love Someone»                                                | Adams, Kamen, Peters   | 3:41     |  |
| 7.  | «18 til I Die»                                                         | Adams, Lange           | 3:41     |  |
| 8.  | «I Think About You»                                                    | Adams, Peters          | 2:36     |  |
| 9.  | «If Ya Wanna Be Bad - Ya Gotta Be Good/Let's Make a Night to Remember» | Adams, Lange, Peters   | 4:35     |  |
| 10. | «The Only Thing That Looks Good On Me Is You»                          | Adams, Lange           | 4:34     |  |
| 11. | «A Little Love»                                                        | Adams, Kennedy, Peters | 3:23     |  |
| 12. | «Heaven»                                                               | Adams, Vallance        | 4:31     |  |
| 13. | «I'll Always Be Right There»                                           | Adams, Kamen, Lange    | 4:28     |  |

## Lista de canciones del DVD
| N.º | Título                                       | Escritor(es)           | Duración |  |
| 1.  | «Summer of '69»                              | Adams, Vallance        | 4:23     |  |
| 2.  | «Cuts Like a Knife»                          | Adams, Vallance        | 5:15     |  |
| 3.  | «I'm Ready»                                  | Adams, Vallance        | 4:39     |  |
| 4.  | «Back to You»                                | Adams, Kennedy         | 4:28     |  |
| 5.  | «Fits Ya Good»                               | Adams, Vallance        | 3:02     |  |
| 6.  | «When You Love Someone»                      | Adams, Kamen, Peters   | 3:41     |  |
| 7.  | «18 til I Die»                               | Adams, Lange           | 3:41     |  |
| 8.  | «I Think About You»                          | Adams, Peters          | 2:36     |  |
| 9.  | «If Ya Wanna Be Bad - Ya Gotta Be Good»      | Adams, Lange, Peters   | 2:19     |  |
| 10. | «Let's Make a Night to Remember»             | Adams, Lange           | 2:11     |  |
| 11. | «(I Wanna Be) Your Underwear»                | Adams, Kennedy, Peters | 1:24     |  |
| 12. | «A Little Love»                              | Adams, Kennedy, Peters | 3:25     |  |
| 13. | «Can't Stop This Thing We Started»           | Adams, Vallance        | 3:17     |  |
| 14. | «It Ain't A Party...If You Can't Come Round» | Adams, Kamen, Lange    | 1:19     |  |
| 15. | «Heaven»                                     | Adams, Vallance        | 4:39     |  |
| 16. | «I'll Always Be Right There»                 | Adams, Kamen, Lange    | 4:35     |  |

- Datos: Q1755875